# نشانه دلریمپل
نشانهٔ دَلریمپِل (انگلیسی: Dalrymple's sign؛ ‏‎/dælˈrɪmpəl/‎) یک نشانهٔ بالینی است که شکاف پلک‌ها در آن پهن‌تر می‌شوند که در پرکاری تیروئید (بیماری گریوز و گواتر اگزوفتالمیک) دیده می‌شود و باعث افزایش غیرطبیعی پهنای شکاف پلکی می‌شود. در نتیجهٔ برگشت پلک به سمت بالا، سفیدی چشم (صلبیه) در قسمت بالایی قرنیه هنگام نگاه به بیرون، قابل رویت است. این نشانه پزشکی نامش را از چشم‌پزشک بریتانیایی جان دلریمپل می‌گیرد
از نشانه‌های دیگر چشمی که در بیماری گریوز دیده می‌شود می‌توان از این موارد نام برد: نشانه اشتلواگ، نشانهٔ رُزنباخ، نشانهٔ یلنیک.